# 世界国尽
『世界国尽』（せかいくにづくし）は、福澤諭吉の著書のひとつ。正式名称は、『世界國盡』。1869年（明治2年）の初冬に発行された。世界地理の入門書である。地理以外に、その国の歴史を説明している箇所もある。

## 内容
以下、原文の引用を含む。

### 一の巻（亜細亜洲）
序文で、本書の発行の目的は子供や女性に世界の形勢を理解させることであると記している。さらに、「合衆国ニウヨルク州のワルプランク氏」の文章を飜訳して序文に代えている。
発端において、冒頭で
「世界は広し万国は、おほしといへど大凡（）、五（）に分けし名目（）は、亜細亜（）、阿弗利加（）、欧羅巴（）、北と南の亜米利加（）に、堺（）かぎりて五大洲、太洋洲は別にまた、南の島の名称（）なり」
と述べているように、一の巻はアジア、二の巻はアフリカ、三の巻はヨーロッパ、四の巻は北アメリカ、五の巻は南アメリカと太平洋諸島およびオーストラリア、そして六の巻は附録（地理学の総論）のように構成されている。全巻にわたって、ほとんど全てのページに図が添えられていて、地理案内の図解のように構成されている。また、一の巻から五の巻までの最初と最後には、それぞれの「洲」の着色地図が添えられている。六の巻では地学を天文・自然・人間の3つのカテゴリーに分けて説明している。
そして、本文においては、例えば一の巻（アジアの巻）では、地理の説明以外に阿片戦争の歴史を説明している。

### 二の巻（阿非利加洲）
二の巻（アフリカの巻）では、アフリカ洲の一大国として「衛士府都」（エジプト）を取り上げて、特に「比羅三井天」（ピラミイデ）を説明している。

### 三の巻（欧羅巴洲）
また、三の巻（ヨーロッパの巻）では、当時の5大国として、「魯西亜」（ロシア）、「普魯士」（プロシヤ）、「墺地利」（オウストリヤ）、「英吉利」（英国）、「仏蘭西」（フランス）をあげて、文明開化の中心地と説明している。そして、ヨーロッパの説明では
「土地の広袤（）を較（）れば、五大洲の末なれど、狭き国土に空地（）なく、人民恆（）の産を得て、富国強兵天下一、文明開化の中心と、名のみにあらず其実（）は、人の教の行届き、徳誼（）を修め知を開き、文学技芸美を尽し、都鄙（）の差別（）なく、諸方に建（）る学問所、幾千万の数知らず。」
と述べて、その繁栄ぶりを強調している。さらに、説明を続けて
「彼（）の産業（）の安くして、彼（）商売の繁昌し、兵備整ひ武器足りて、世界に誇る泰平の、その源を尋（）るに、本（）を務（）る学問の、枝に咲きたる花ならん。花みて花を羨（）むな、本なき枝に花はなし。一身（）の学に急ぐこそ、進歩（）はかどる紆路（）、共に辿（）りて西洋の、道に栄（）る花をみん」
と述べて、文明開化を進めるには学問が根本にあるとして「学問のすすめ」を説いている。

### 四の巻（北亜米利加洲）
また、四の巻（北アメリカの巻）では、地理の説明以外にアメリカ独立戦争の歴史を説明している。さらに、アメリカ独立宣言を踏まえて「ひとにも貸さじ我（）自由、天の道理に基（）て、国に報ゆる丹心（）の、誠にいでし一国の、不羈（）独立の勢は、留（）んとすれど止（）らず」と説明している。

### 五の巻（南亜米利加洲・太洋洲）
五の巻（南アメリカ）では、一帝国として「武良尻」（ブラジリ）をあげている。

### 六の巻（付録）
最期に、六の巻（付録）では、地学を天文・自然・人間の3つの章に分けて説明している。天文の章では、地球が丸いことや磁石が南北を指すこと、経度や緯度などを説明している。自然の章では、地形の説明として、海、半島、地峡、岬、山、火山、砂漠、大洋、海、湖水、入海（湾）、瀬戸（海峡）、河、滝などを説明している。人間の章では、文明の発達段階として4段階があることをあげて、第1段階を「渾沌」、第2段階を「蛮野」、第3段階を「未開又は半開」、第4段階を「文明開化」と説明している。また、政府の体裁に3種類があることをあげて、第1は「モナルキ」（立君政治）、第2は「貴族合議」、第3は「共和政治、或は合衆政治」であると説明している。

## 特徴
本書の特徴は、本文が七五調で統一されているところにある。『福澤全集緒言』の解説によると、日本国中の老若男女に世界地理を知らしめるため、江戸の地理案内書を購入して暗誦し、地理案内書にそっくりの七五調で書くことにしたとの事である。

## その他

### 『世界国尽』の復刻版
1968年（昭和43年）に、日本近代文学館から「名著複刻全集近代文学館 明治前期 1-1～6」として、6冊からなる『世界国尽』の復刻版が発行されている。

### 『世界国尽』の歌
『世界国尽』の本文を歌詞に編集し、曲をつけて、歌にしたものである。慶應義塾の創立90周年の1958年（昭和33年）、塾員の上田寿四郎が本文を編集し、橋本国彦が作曲して成立した。その歌詞を1972年（昭和47年）に桑原三郎が上田の許可を得て、小学生向きに改編して完成した。第26番まで歌詞があり、全曲を歌うと世界一周できるようになっている。

### 『世界国尽』の模倣作品
仮名垣魯文は『世界国尽』を模倣した『首書絵入世界都路』という作品を発表している。七五調の7冊からなる本である。